# Cruz cristiana

La cruz latina, símbolo principal de la cristiandad occidental.

Cruz ortodoxa, utilizada ampliamente en la cristiandad oriental, principalmente por la Iglesia ortodoxa.

La cruz cristiana es el principal símbolo  del cristianismo. Su forma varía entre diferentes comunidades cristianas. En la cristiandad occidental su forma más usada es una línea vertical atravesada en su parte superior por una línea horizontal (cruz latina). Por otra parte, en la cristiandad oriental, predominantemente en la Iglesia ortodoxa, se usa la cruz de 8 brazos.
Su origen se refiere al método de ejecución de Jesucristo, el que para los cristianos es un "árbol de salvación". Algunas interpretaciones místicas interpretan que la porción vertical representa la divinidad de Jesús y la horizontal su humanidad. 
El término original del instrumento de ejecución en griego es σταυρός (staurós) que significa «estaca, estacada, empalizada; palo vertical, madero» o ξύλον (xýlon), que significa simplemente «madero, leño».
La palabra «cruz» dio origen al verbo latino cruciare, que significa ‘crucificar, torturar’. La palabra «crucifijo» (‘fijado a la cruz’, una cruz con la imagen de Cristo en ella) deriva de crucifixum, participio del verbo latino crucifigere, ‘fijar en la cruz’.

La iglesia celebra dos fiestas relacionadas con la cruz, la Invención de la Santa Cruz (el 3 de mayo), y la Exaltación de la Santa Cruz de la Santa Cruz (el 14 de septiembre).

## Historia del uso de la cruz como símbolo

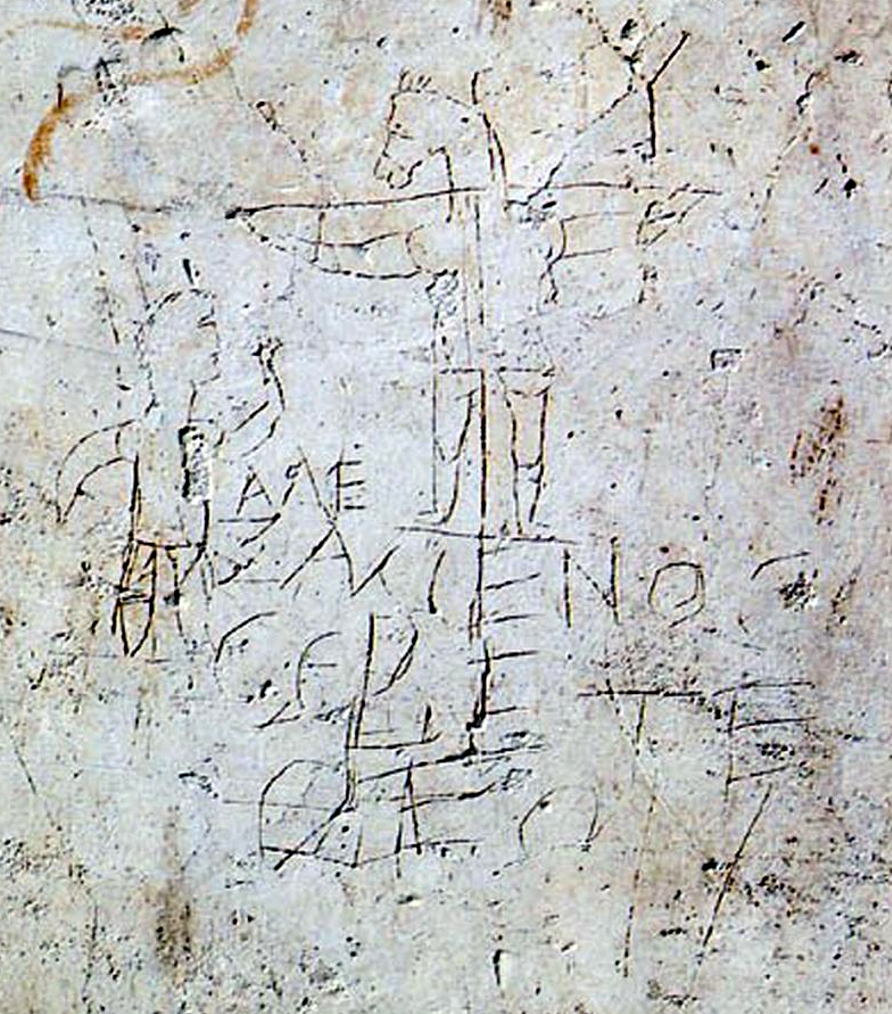
Grafito de Alexámenos.

Es digno de mencionar que no se conservan vestigios del uso del ícono de la cruz durante los dos primeros siglos del cristianismo, pues representaba un método de tortura especialmente doloroso. No representaron gráficamente el instrumento de la Pasión del Señor Jesús. Sin embargo, no es de extrañar que siendo la cruz un signo de protección y defensa en los escritos cristianos de esa época, haya aparecido en los hogares cristianos como un objeto de veneración aunque no se haya conservado tal monumento del arte paleocristiano más antiguo.
El ichthys () era el símbolo de los primeros cristianos, en especial durante épocas de persecución, para encubiertamente identificarse unos con otros. El pez y el ancla es un antiguo símbolo que se observa por ejemplo en las monedas de Decio. Sin embargo, existen evidencias del uso gráfico de la cruz, como es el caso del grafito de Alexámenos (conocido también como grafito del Palatino), considerado por muchos como la primera representación pictórica conocida de la crucifixión de Jesús, efectuada presuntamente en tono irónico por un no cristiano. Se ignora la datación de este grafito, puede ser incluso precristiano, o referirse a Set egipcio, o a Iao Abraxas.
El emperador romano Constantino I adoptó el crismón () convirtiéndolo en un popular símbolo cristiano.
De forma paralela se empezó a usar la cruz, en el siglo III ya se hablaba de "los religiosos de la cruz" al hablar de los cristianos.
En los primeros iconos se muestra a Jesús triunfante saliendo de la cruz; a inicios de la Edad Media se representa a Jesús sufriendo o fallecido en el crucifijo.

### Usos precristianos de la cruz como símbolo
En casi todas partes del mundo antiguo se han hallado varios objetos, que datan de períodos muy anteriores a la era cristiana, marcados con cruces de diferentes estilos. El uso de la cruz como símbolo religioso en tiempos anteriores al cristianismo y entre pueblos no cristianos probablemente pueda considerarse como casi universal, y en muchísimos casos estaba relacionado con alguna forma de adoración de la naturaleza. Es un hecho incuestionable, que en épocas muy anteriores al nacimiento de Cristo, y desde entonces en tierras no tocadas por las enseñanzas de la Iglesia, la Cruz ha sido usada como símbolo sagrado.
Una de las representaciones más antiguas es la esvástica, o cruz gamada (卐), que en diversas religiones, en especial el hinduismo, simboliza al fuego o al sol (por su rotación diaria), o al relámpago.
Otro símbolo relacionado con la cruz es el anjkh  egipcio, símbolo de la vida, el que posteriormente fue adoptado por los cristianos coptos en Egipto, quizás fusionando sus significados.
En la edad de bronce aparece en Europa una cruz parecida a la Latina en diversos objetos, quizás con fines no solo ornamentales sino también religiosos dado que es frecuente en los cementerios y lugares sagrados

## Tiempos modernos
En la cristiandad la cruz representa la victoria de Cristo sobre la muerte y el
pecado, ya que según sus creencias y gracias a la cruz, el Dios encarnado («el ungido») venció a la muerte en sí misma y rescató a la humanidad de la condenación.
Católicos, ortodoxos y coptos, se persignan (hacen las señal de la cruz) moviendo su mano derecha y dibujando una cruz sobre ellos mismos, para iniciar sus oraciones y ritos cotidianos. La sfragis es precristiana. La señal de la cruz ya era una práctica común de los cristianos en tiempos de San Agustín (siglo V).
Una de las doce grandes fiestas de la iglesia ortodoxa es la Exaltación de la Cruz, el 14 de septiembre, que celebra la consagración de la basílica en el sitio donde fue hallada la Cruz de Cristo en el año 326 por Elena de Constantinopla, madre de Constantino I el Grande. La Iglesia católica celebra la fiesta el mismo día como el «triunfo de la Santa Cruz».
Los obispos católicos, ortodoxos y anglicanos, firman sus documentos anteponiendo una cruz (+) a sus nombres.

## Reliquias

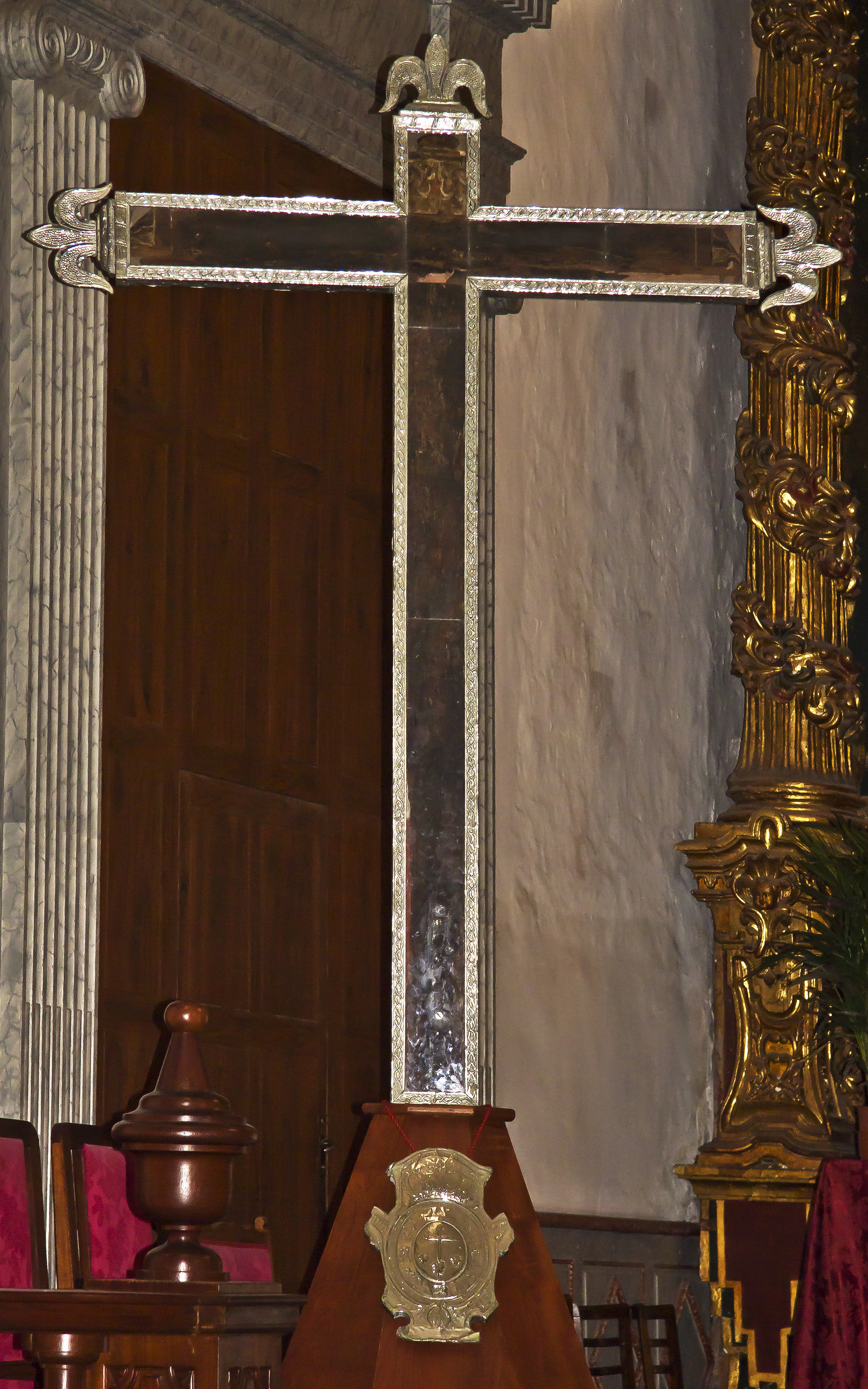
Santa Cruz Fundacional de Santa Cruz de Tenerife. Este objeto presidió la misa que dio lugar a la fundación de la ciudad en el. La cruz es considerada una reliquia en sí.

La cruz fue el primero de los instrumentos de la pasión que fue venerado en la forma de reliquia. Con el tiempo aún los "clavos santos" que fueron usados para clavar a Cristo a la cruz, fueron buscados, hallados, elaboradamente montados en reliquias y venerados por los cristianos. Un clavo, que se dice que es uno de estos, está montado en la corona de hierro de Lombardía, conservada en la catedral de la antigua capital lombarda, Monza.
Numerosas reliquias se disputan ser pedazos de la Cruz verdadera, de hecho Erasmo de Róterdam en el siglo XVI bromeaba diciendo que se podría construir un barco con toda esa madera. Según el profesor Baima Bollone, catedrático del Departamento de Medicina Legal de la Universidad de Turín,si se aceptara que todos los trozos de cruz que se conservan fueran auténticos, juntándolos no alcanzaría ni siquiera el 50% del palo horizontal. El Monasterio de Santo Toribio de Liébana en España alberga el mayor trozo. En 1958 fue analizado mediante estudios microscópicos en Madrid por el Consejo Superior de Investigaciones Científicas (CSIC) y se determinó que la madera era del árbol "cupressus sempervivens", un ciprés abundante en Palestina. Aún un gran trozo de la cruz del "buen ladrón" (De nombre Dismas según una leyenda medieval) es reverenciada en Roma en el altar de la capilla de las reliquias en la Basílica de Santa Croce in Gerusalemme.
Una leyenda medieval decía que la madera de que fue hecha la Cruz provenía del árbol prohibido del paraíso y que fue venerada por la reina de Saba, cuando visitó a Salomón en Jerusalén.
En la Iglesia Matriz de la Concepción de Santa Cruz de Tenerife (Canarias, España) se guarda la cruz fundacional de la capital canaria, considerada una reliquia en sí, se guarda en una urna de cristal con forma de cruz. Dicha cruz posee el patronazgo de la ciudad compartido con Santiago el Mayor.

## Formas de la Cruz
La cruz se muestra en diferentes formas, tamaños y estilos, puede ser usada como joyería o estar montada sobre edificios eclesiásticos. Es mostrada tanto vacía como con el cuerpo de Cristo (corpus) fijo a ella, en este caso se llama crucifijo, esta palabra en su sentido etimológico, denota un cuerpo fijado a una Cruz. Las descripciones católicas son la mayor parte de las veces crucifijos, en orden de enfatizar el sacrificio de Cristo. Muchas tradiciones evangélicas describen la cruz sin el corpus, interpretando que esto expresa la fe en la resurrección por sobre al intervalo entre la muerte y resurrección de Jesús.
Las cruces son figuras prominentes en los cementerios cristianos, tanto grabadas en las lápidas o como monumento funerario (estela). debido a esta relación con la muerte en algunos países de cultura cristiana se plantan pequeñas cruces en lugares de muertes trágicas (ej, accidentes de tránsito).
Las cruces han sido erguidas o talladas en centros de cultos paganos como cimas de montañas o menhires para contrarrestar sus influencias. En países católicos, las cruces son frecuentemente instaladas en la cimas de las montañas, como la Cruz del Tercer Milenio en Coquimbo, Chile, y así sea visible en toda el área alrededor.
La forma más conocida es la de la cruz con brazos iguales con pie más largo, la cruz latina (por ser usada prominentemente por la Iglesia católica), en contraposición con la cruz ortodoxa que tiene una segunda barra cruzada.
Otras formas de cruces cristianas incluyen
- Cruz de altar: Cruz sobre una base plana que le permite estar sobre un altar
- Cruz de San Andrés (): En forma de X, es la forma de la cruz en que San Andrés fue martirizado.
- Anj (): Es el símbolo egipcio de la vida.
- Tau (): Es la forma de cruz que más frecuentemente usaban los romanos en sus ejecuciones, también llamada cruz de San Antonio o crux commissa, es usada por los franciscanos
- Cruz Arzobispal: Cayado metálico rematado en una cruz con dos barras, la superior de menor tamaño, empuñada por los arzobispos en las procesiones de su diócesis
- Cruz del calvario(). Cruz montada sobre tres escalones simulando al Gólgota. Usada en heráldica y en lápidas.
- Cruz de San Pedro: Cruz invertida con la barra horizontal más cerca del suelo que del medio. fue en ella en la que se crucificó a San Pedro. Se emplea asimismo en misas satánicas para simbolizar el rechazo al cristianismo.

## Expresiones con la voz cruz
Un manojo de frases que conllevan en su estructura la palabra cruz
- La cruz del matrimonio
- Adelante con la cruz
- Andar con la cruz a cuestas
- Cruz y raya
- Detrás de la cruz está el diablo
- Entre la cruz y el agua bendita
- Estar uno por esta cruz de Dios
- Hacerse cruces
- La cruz en los pechos y el diablo en los hechos
- Ay Dios, ¡qué cruz!

## Controversias
En 2014, el Partido Comunista de China comenzó un programa para retirar las cruces exteriores de los edificios de las iglesias "por razones de seguridad y belleza". En 2016 se eliminaron 1.500 cruces. En 2020 se reanudó esta campaña, justificada por el hecho de que algunas cruces eran más altas que la bandera nacional china. 

## Galería

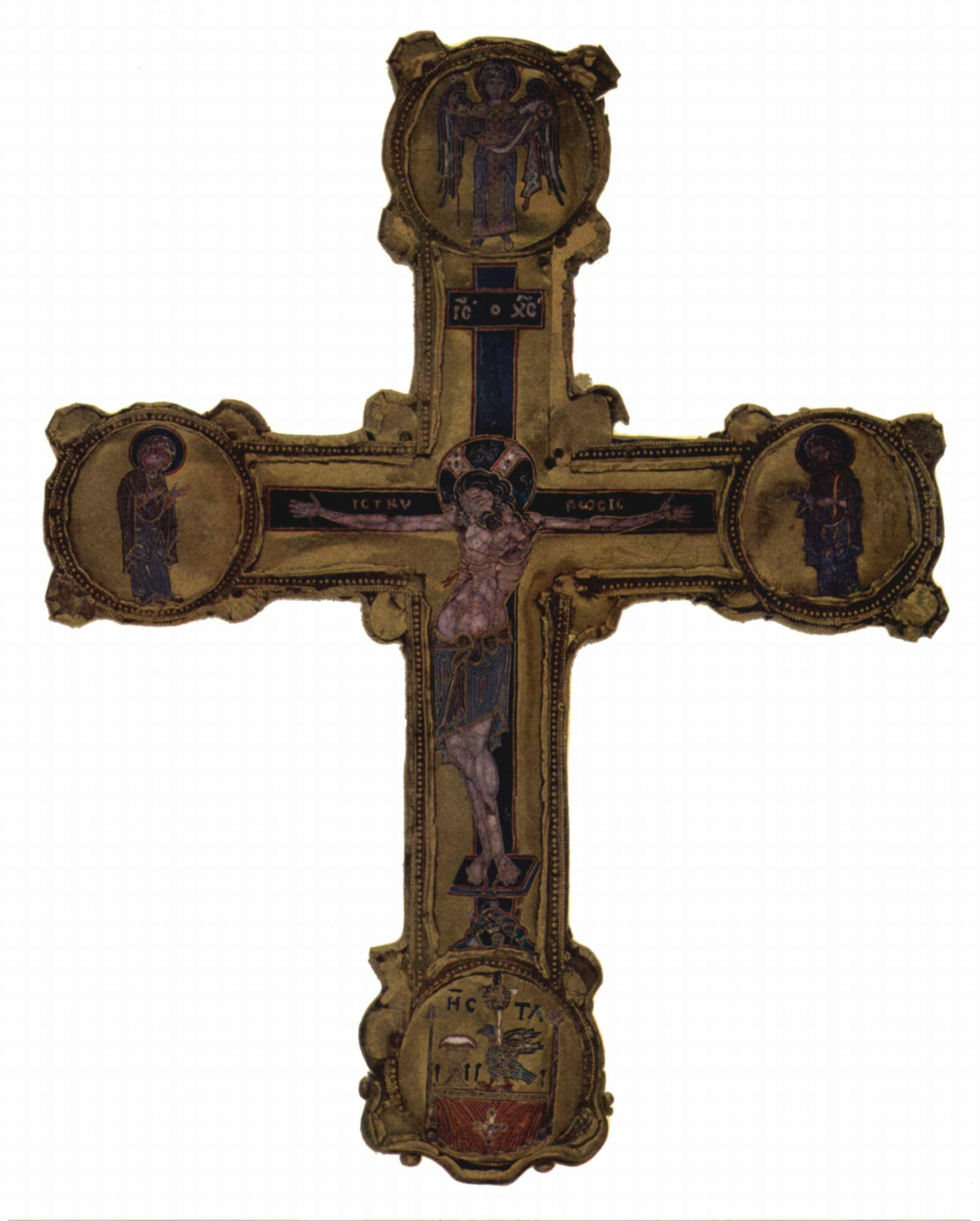
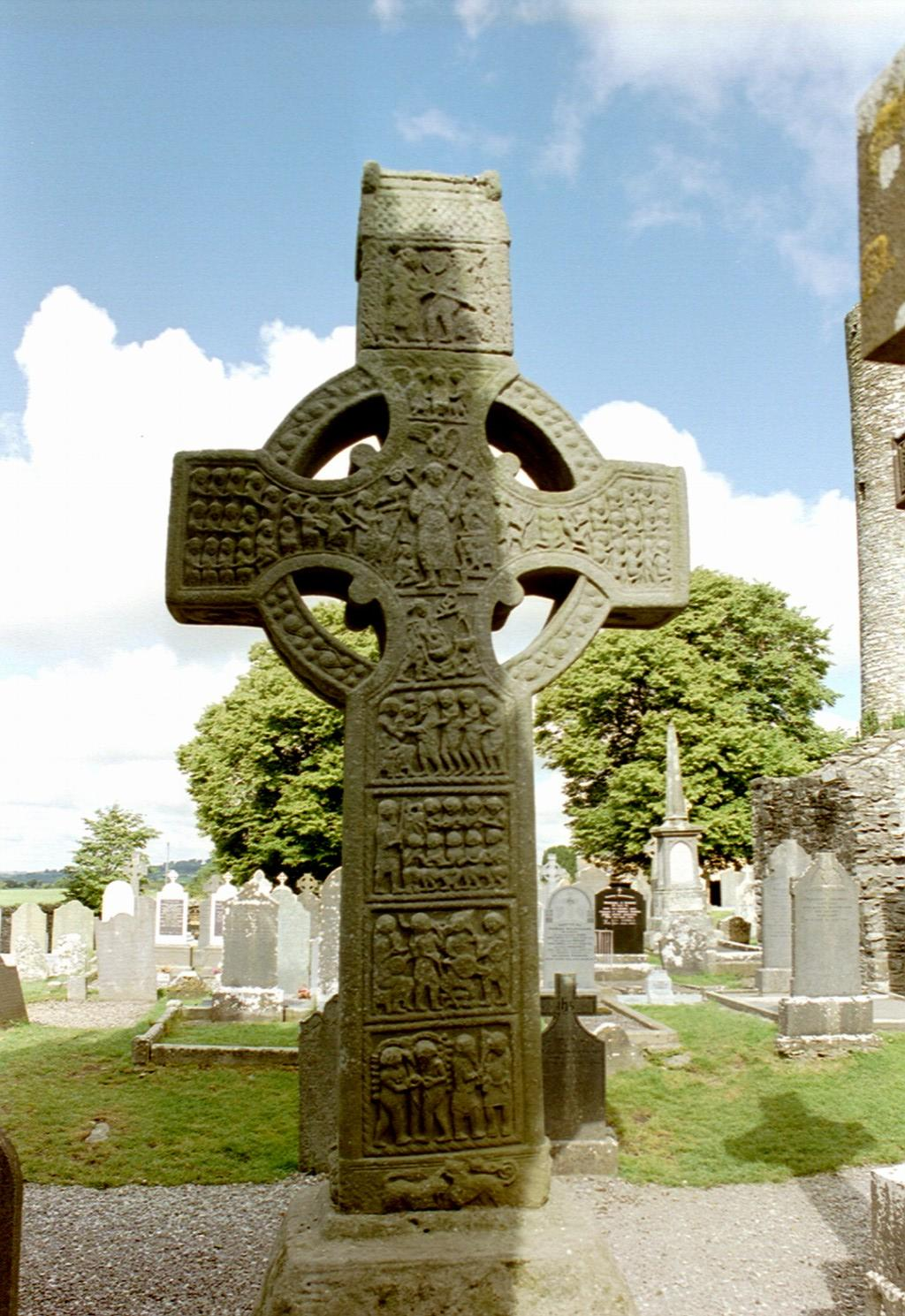
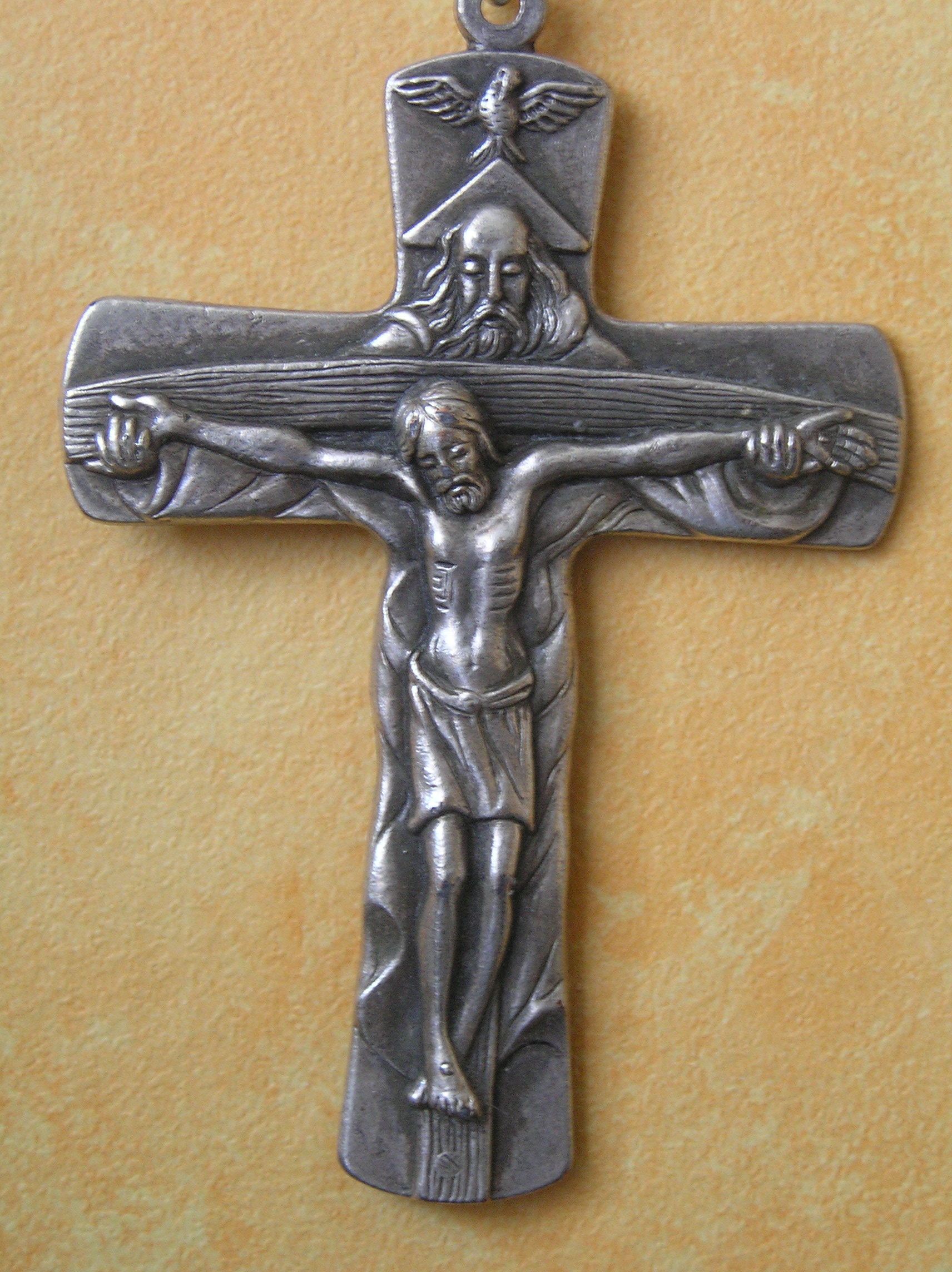
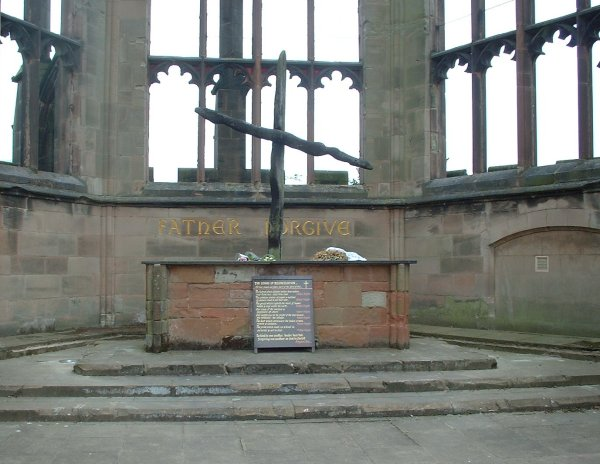
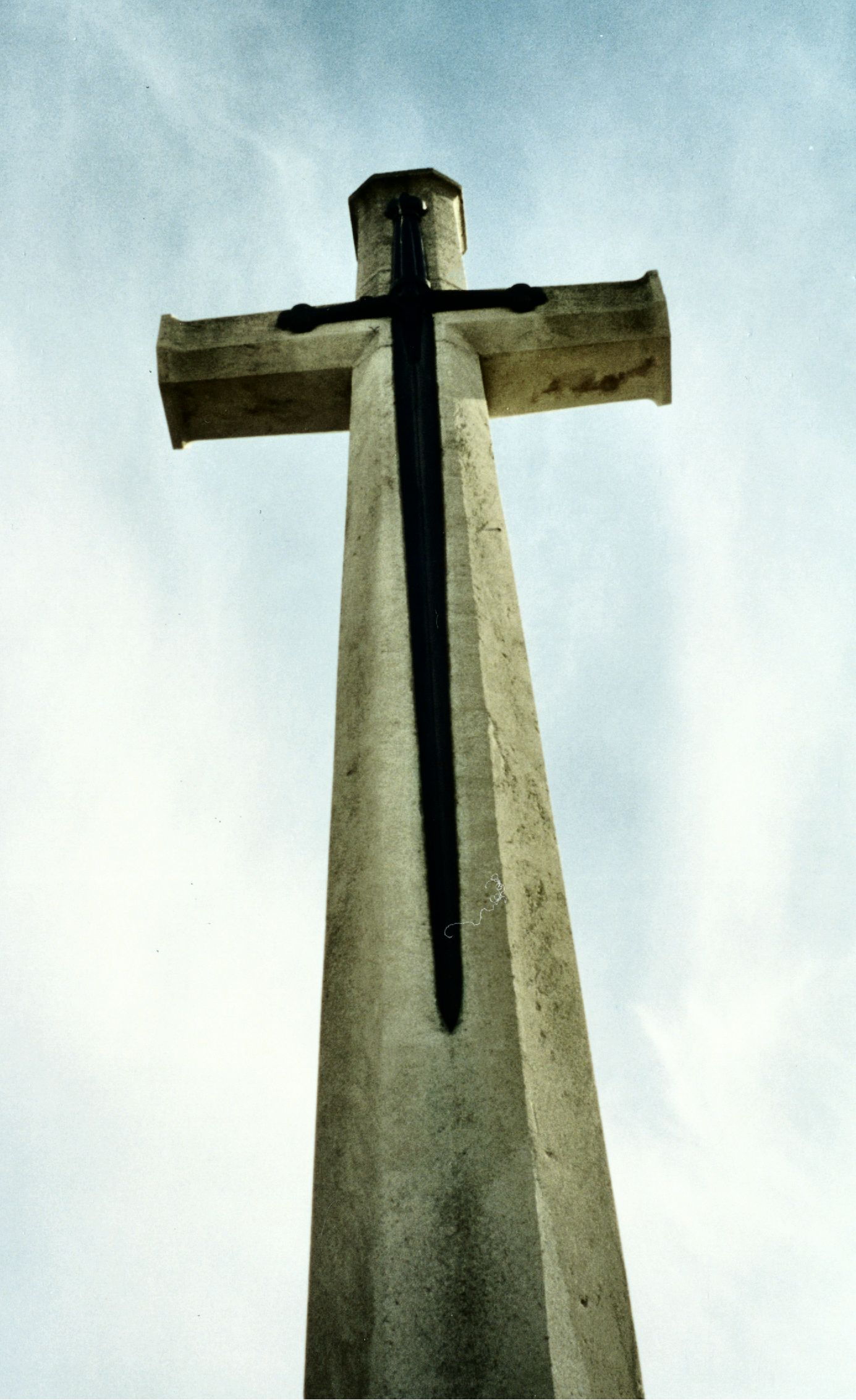
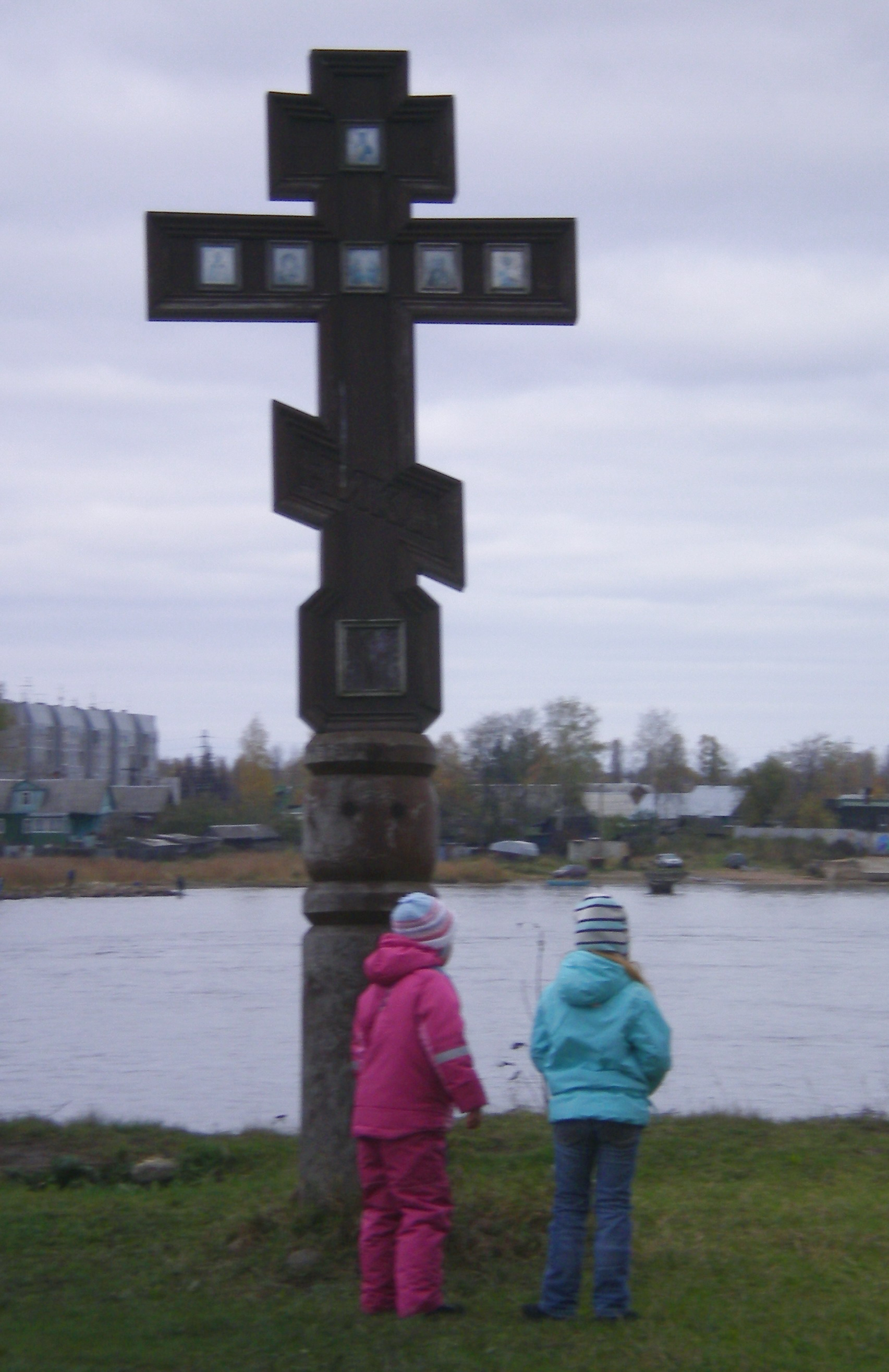
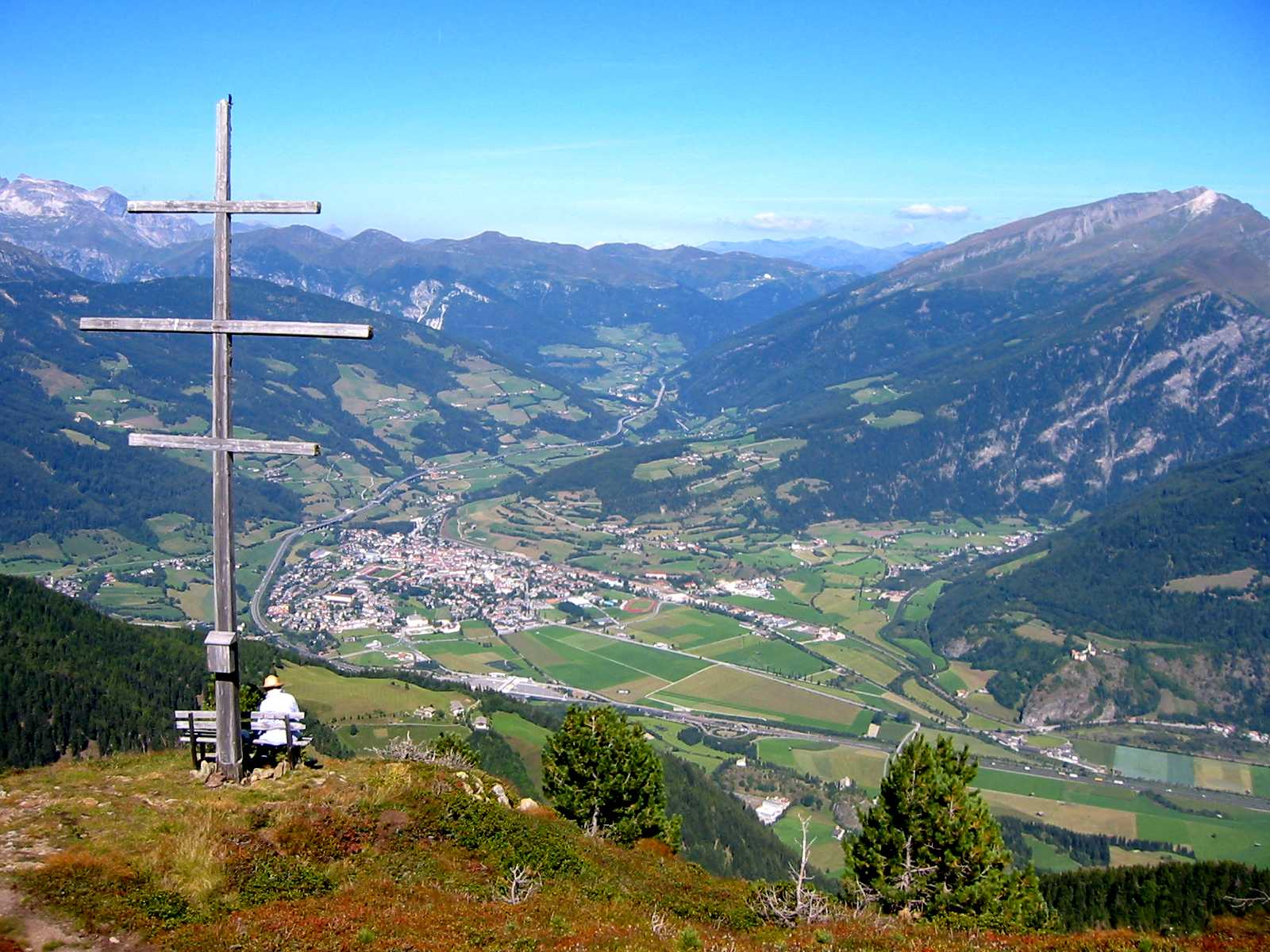
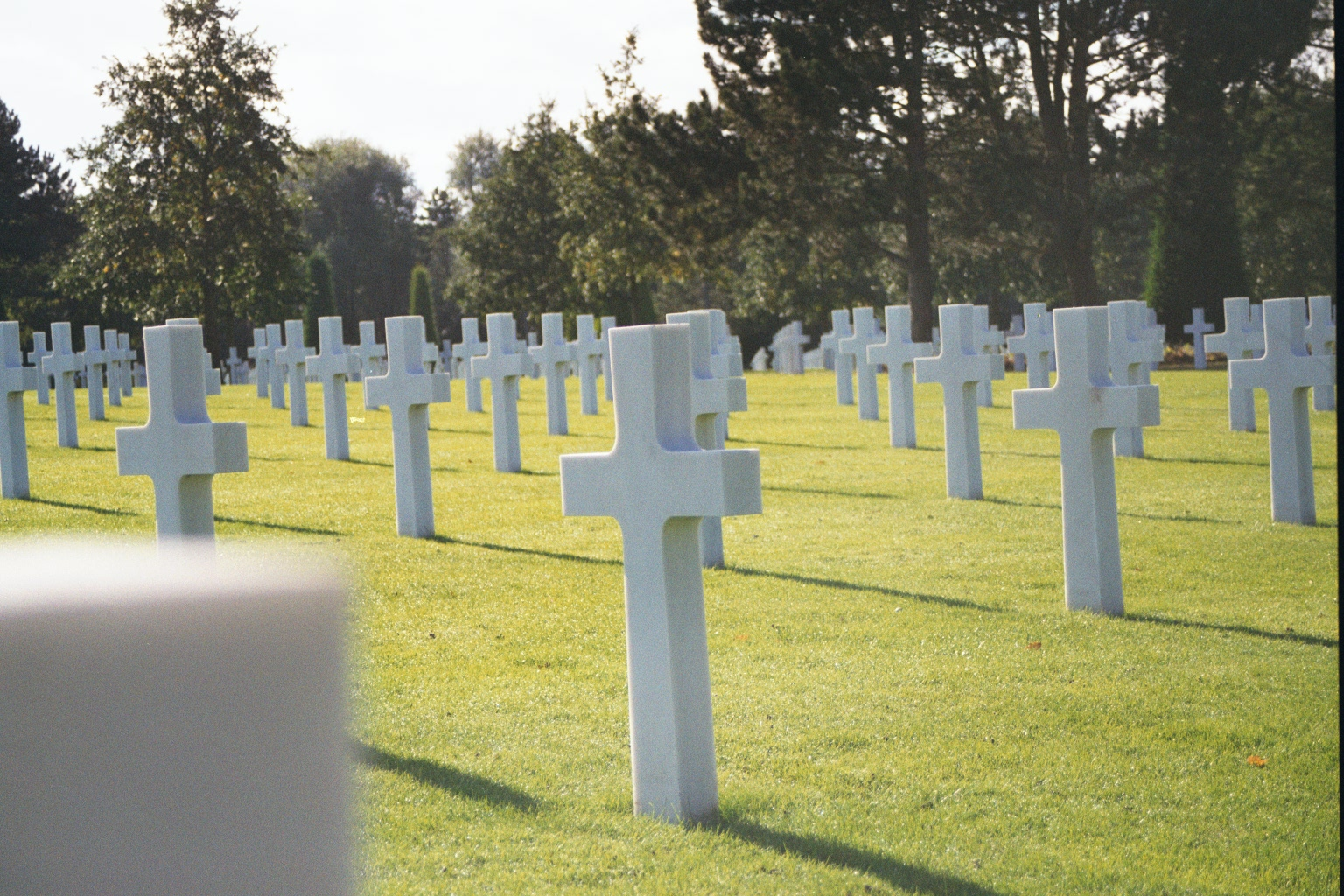
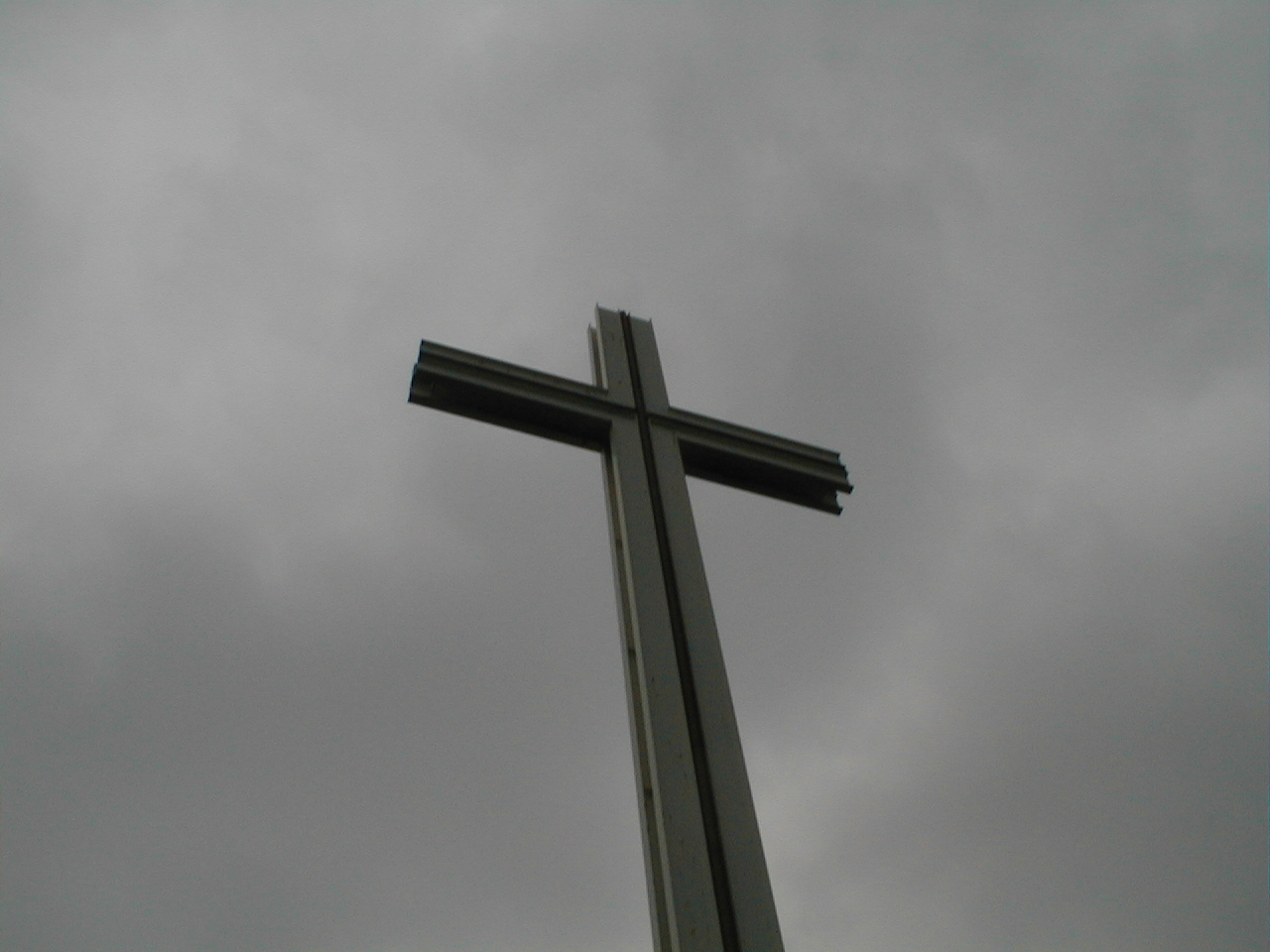
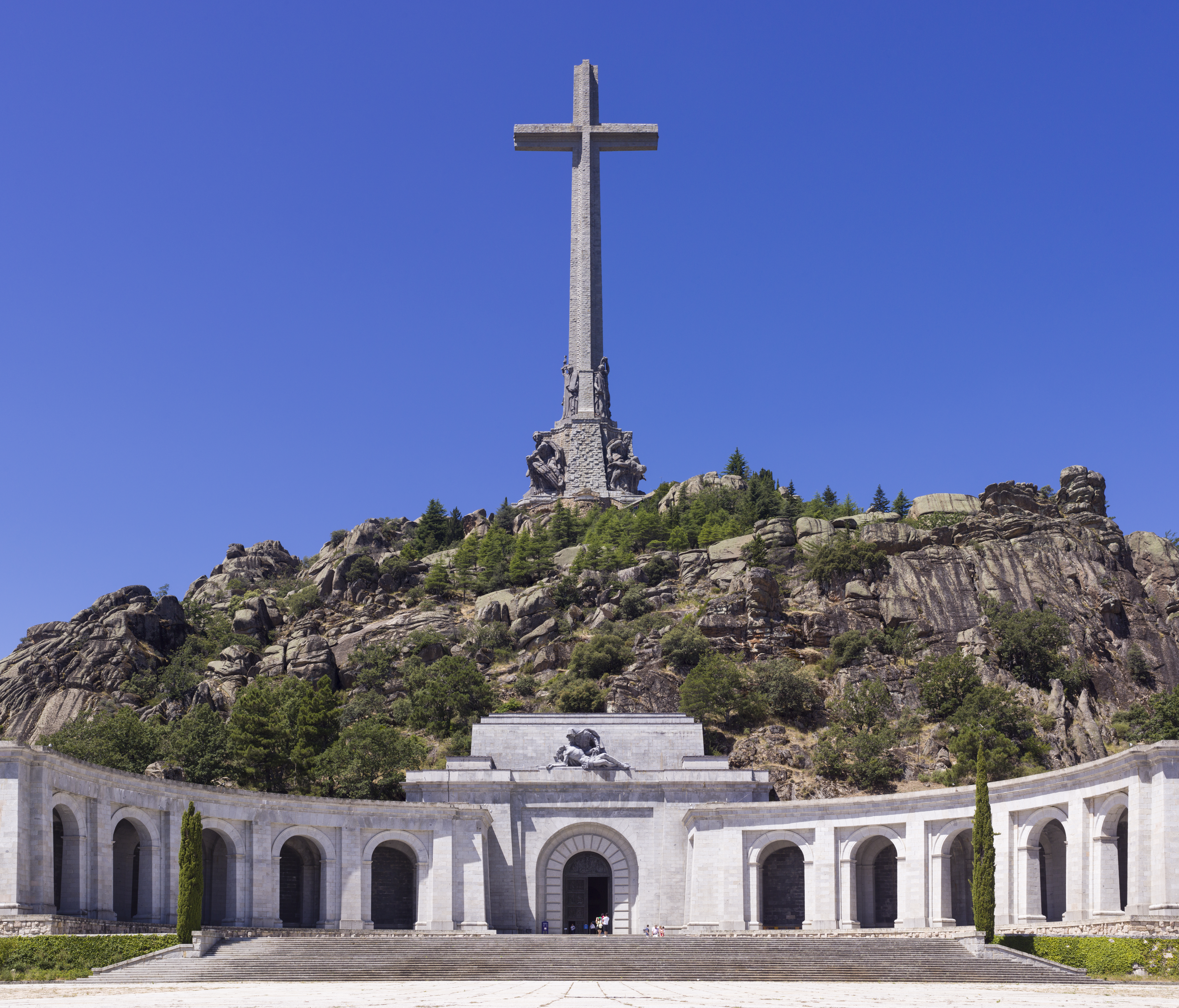
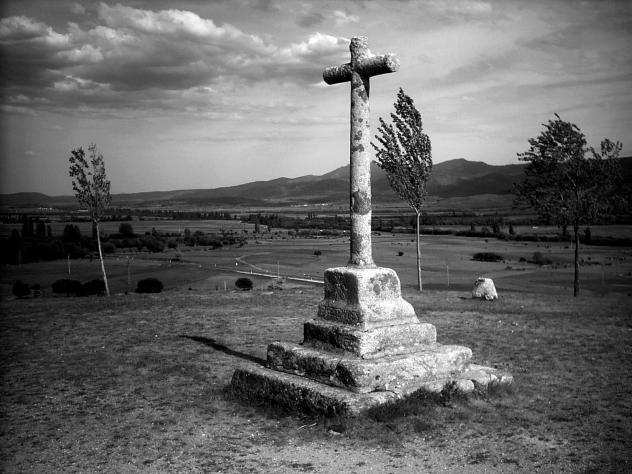
thumb

Algunos ejemplos de cruces: